# Johan Sterenberg

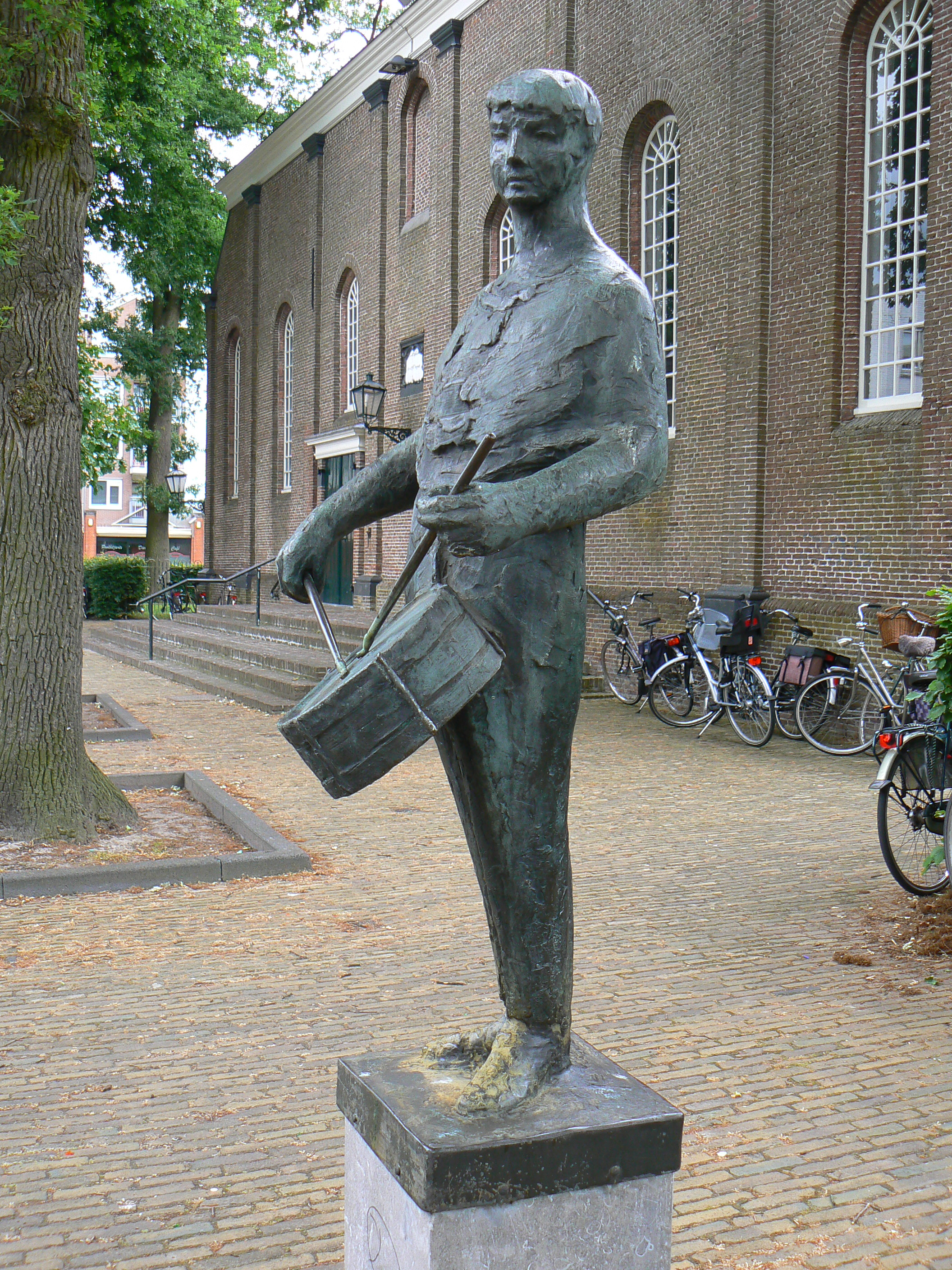
'De Trommelslager (1971), Hoogeveen

Johan Sterenberg (Sint-Annen, 8 september 1920 - Marum, 6 oktober 2002) was een Nederlandse beeldhouwer.

## Leven en werk
Hij was zoon van smid Nicolaas Sterenberg en Jantje Dreise. Sterenberg was leerling van Willem Valk aan Academie Minerva in Groningen, van Jan Bronner, Piet Esser en M.P. Semeijn aan de Rijksacademie in Amsterdam en van Oscar Jespers in Brussel. Later werd hij docent beeldhouwen aan de Groninger academie. Hij trouwde in 1959 met de schilderes Rose Marie (Riete) Gompertz (1919-2014).
Sterenberg was naast beeldhouwer ook tekenaar. Hij behoorde tot de Groep van de figuratieve abstractie en was lid van Arti et Amicitiae en de Nederlandse Kring van Beeldhouwers.

## Enkele werken
- Zonder titel (1958) in Amsterdam-Watergraafmseer
- Bram de Ram (1966) in Ruinen
- Vogels (1968) in Warffum
- Vrouw met zonnehoed (1968/1972) bij De Hoorn in Marum[3]
- De Trommelslager (1971) in Hoogeveen[4]
- Ganzen Geesje (1978) in Coevorden
- De Veenvrouw (1983) in Emmer-Compascuum
- Vrouw met parasol (2002) in Marum

## Afbeeldingen

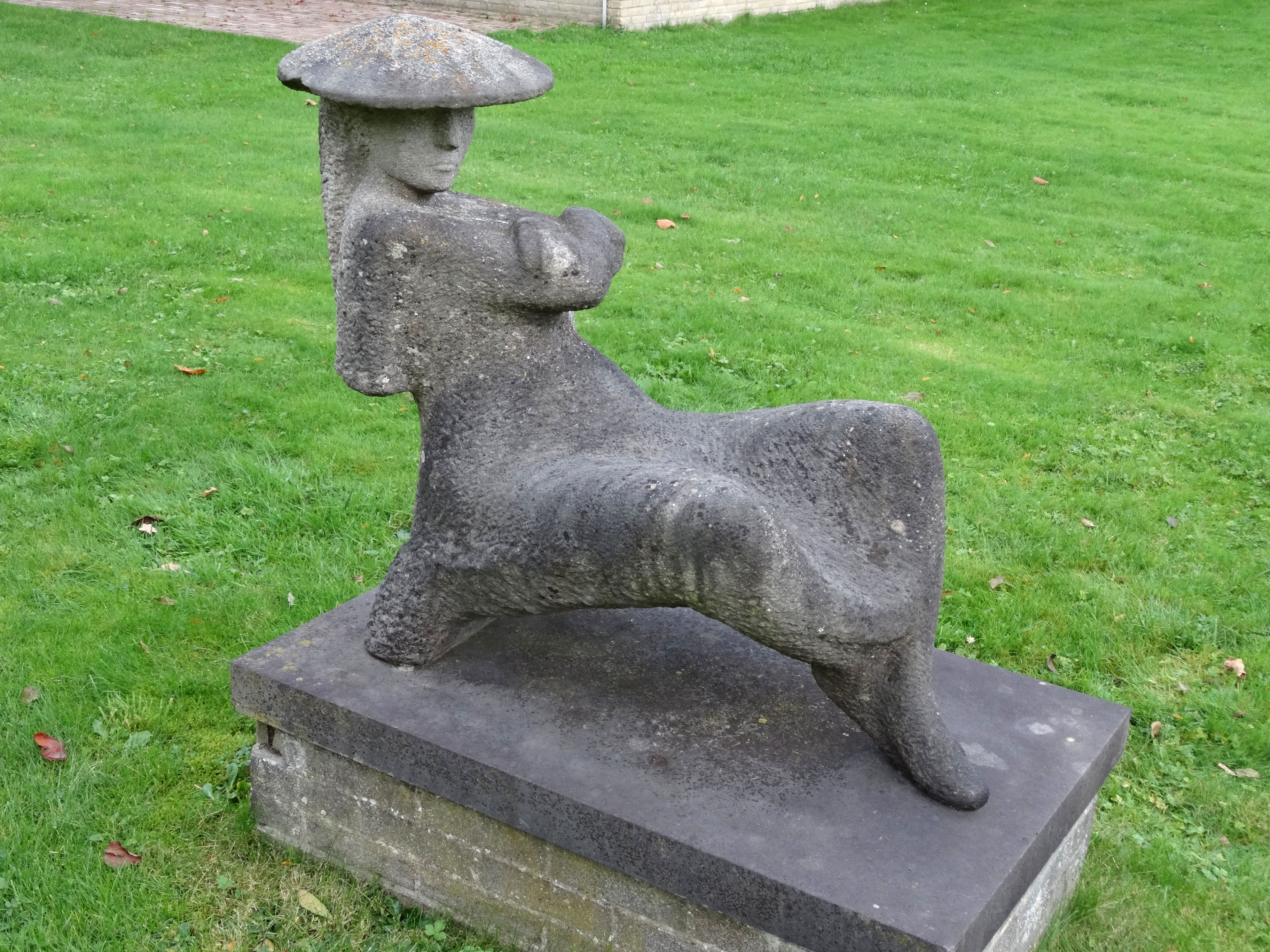
Vrouw met zonnehoed
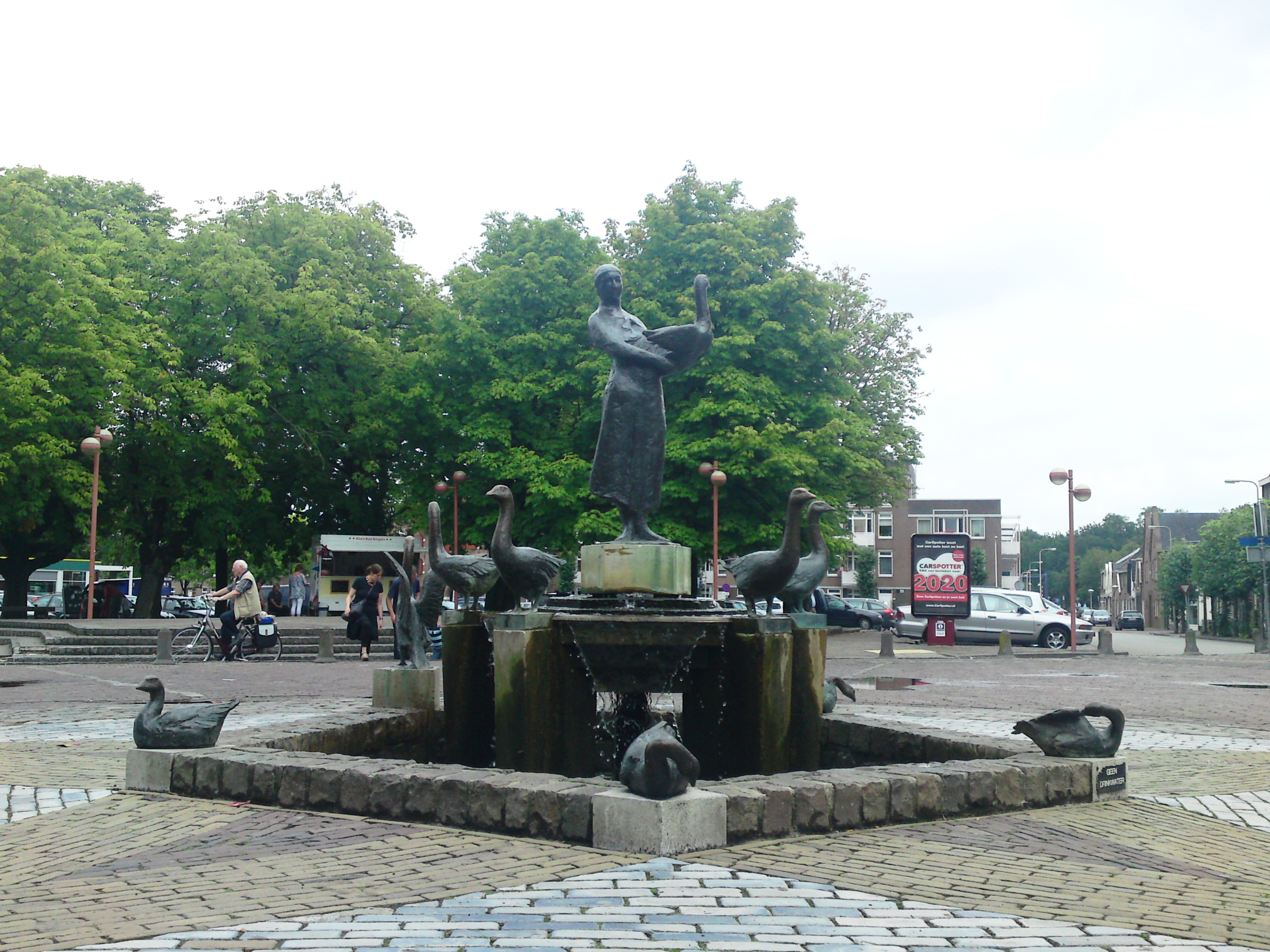
Ganzen Geesje
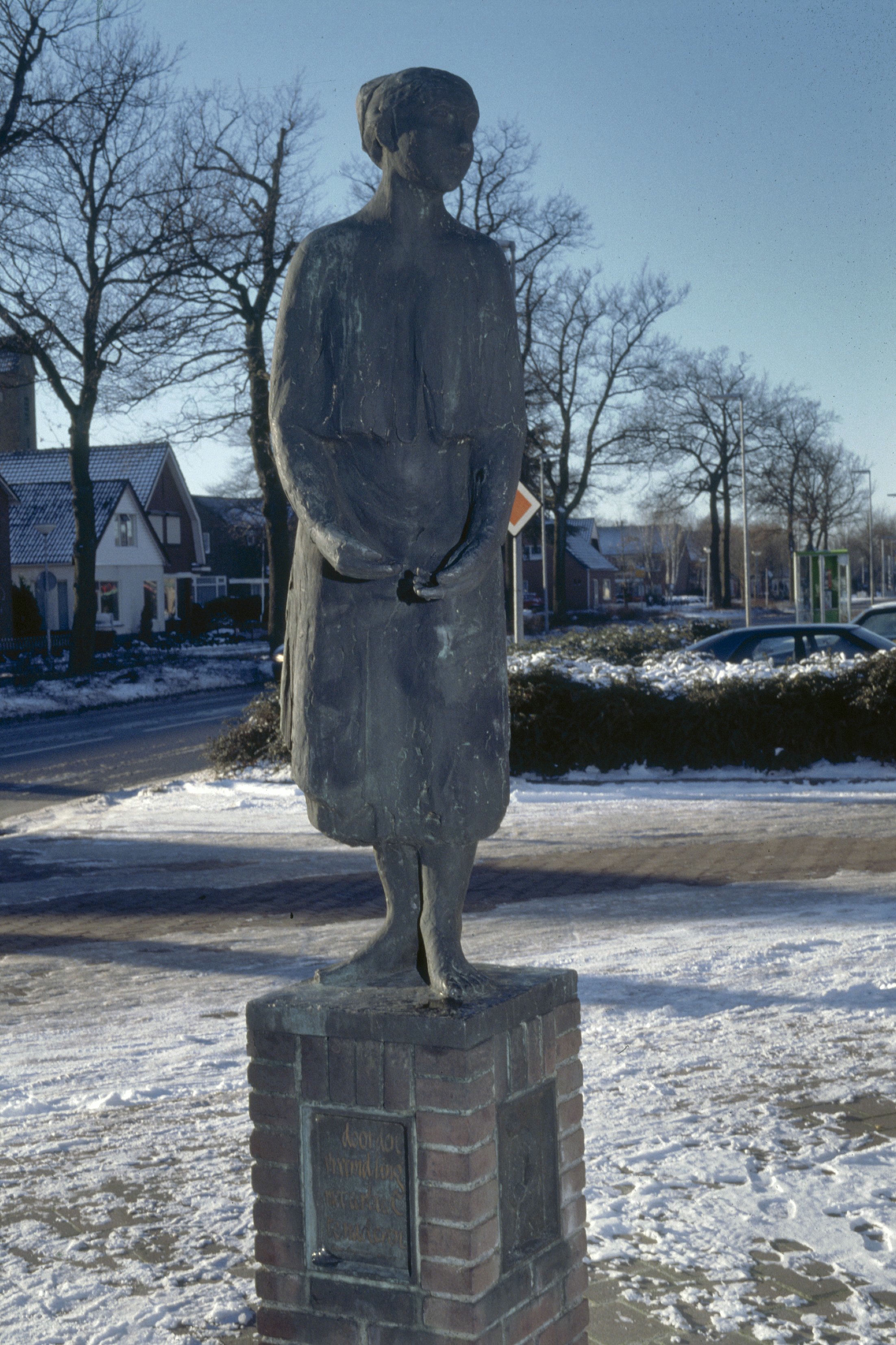
De Veenvrouw
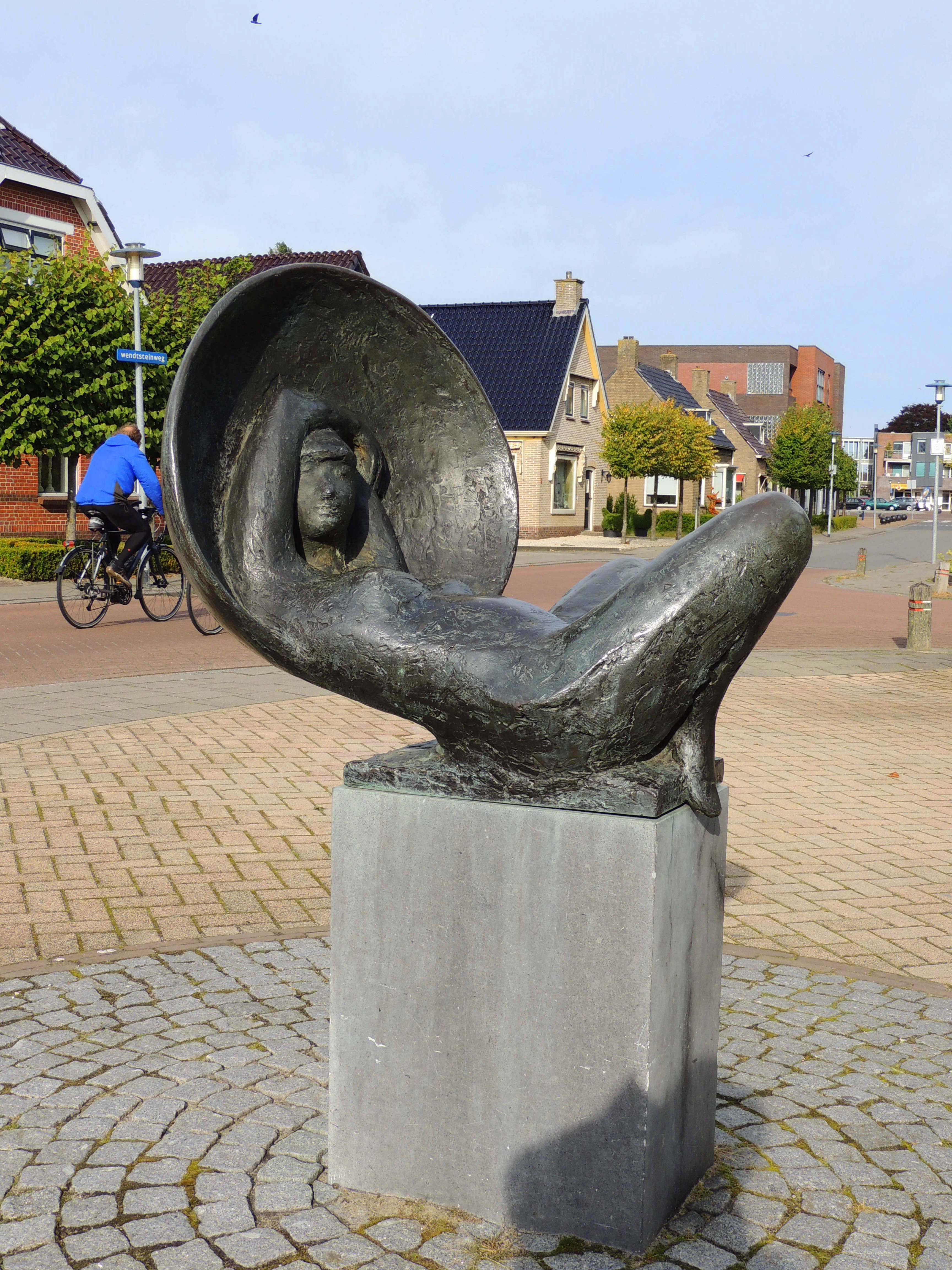
Vrouw met parasol